# 栗 (駆逐艦)
栗（くり）は、日本海軍の駆逐艦。樅型駆逐艦の4番艦である。大正年間製造の旧式艦ながら、戦時中の大半を上海根拠地隊に所属して過ごし、上海周辺の哨戒や船団護衛に従事した。姉妹艦21隻のうち、終戦まで駆逐艦籍のままで行動した数少ない艦として知られる。

## 艦歴

### 開戦まで
1917年度計画（八四艦隊案）により呉海軍工廠で1919年（大正8年）12月5日に起工、1920年（大正9年）3月19日に進水した。4月中旬、3番主砲と魚雷発射管未装備の状態（排水量901英トン）で全力公試を行い、軸馬力23,600shpにおいて35.2ノットを記録した。この時、煙突から黒煙を吐き出しながら、高速で公試を行う同艦の写真が残されている。1920年4月30日に竣工。竣工と同時に二等駆逐艦に類別され、佐世保鎮守府籍となり、姉妹艦の楡と共に佐世保鎮守府部隊第26駆逐隊を編成する。
1921年（大正10年）12月1日、第26駆逐隊(楡、栗、柿、栂)は第一艦隊第一水雷戦隊指揮下となる。
1928年（昭和3年）12月10日、第26駆逐隊は馬公要港部部隊指揮下となる。
1932年（昭和7年）、第26駆逐隊は第一次上海事変に参戦し、揚子江流域の作戦に従事する。
1933年（昭和8年）11月15日、第26駆逐隊は第三艦隊第11戦隊に編入される。
1934年（昭和9年）、第26駆逐隊は馬公を基地にして華中方面で行動した後、主に長江沿岸で警備任務に従事する。
1936年（昭和11年）12月1日、第26駆逐隊は解隊され、栗は第11戦隊直属となる。
1937年（昭和12年）7月からの日中戦争にも参加し、中国沿岸での作戦に従事。1938年（昭和13年）6月13日、武漢攻略作戦に参加中、栗は姉妹艦である栂、蓮と共に安慶に兵員を揚陸する。10月20日、第三艦隊は支那方面艦隊指揮下となる。
1939年（昭和14年）11月15日、支那方面艦隊指揮下に第13戦隊が編成されたことに伴い、第13戦隊に編入される。
1940年11月15日（昭和15年）、第13戦隊の解隊に伴い、上海方面根拠地隊に編入される。

### 1941年
太平洋戦争開戦時、栗は上海根拠地隊に所属。1941年(昭和16年)12月5日、栗は上海を出港し、同日中に呉淞に移動。7日、呉淞を出港して哨戒に従事する。8日、長江河口部の余山島南1海里の浅瀬に座礁した米貨客船 プレジデント・ハリソン (President Harrison、10,509トン) を捕獲するべく現場へ向かう。同日 1800 現場に到着し、プレジデント・ハリソンを拿捕することに成功。拿捕後、離礁作業が行われた。いくつかの重量軽減策を行った後に栗が曳航して離礁させようとするが、船体の動揺が激しく、ロープが切れるなどしてなかなか成功しなかった。栗はタグボートに後を託し、現場を離れる。10日、上海方面根拠地隊は支那方面艦隊に編入される。
16日、栗は上海に到着。17日、輸送船団護衛のため上海を出港。20日に護衛任務を完了し、再度哨戒に従事する。30日、栗は上海に到着し、整備を受ける。このとき、2番主砲を撤去し、跡に九六式25mm連装機銃2基を装備した。また、艦尾の掃海用設備を撤去し、爆雷投下軌条2条と爆雷8個を搭載した。
整備完了後、栗は再び上海近海の哨戒を行う。

### 1942年
1942年（昭和17年）1月12日、栗は哨戒を終えて上海に到着する。29日、哨戒のため上海を出港。2月6日、拿捕したノルウェー救難船ホルダー（Halldor、1,515トン）、比貨物船アーガス（Argus、1,009トン）を護送中に濃霧により拿捕船2隻を見失った特設運送船笠置山丸（三井物産船舶部、2,427トン）と会合。前日5日に拿捕船2隻が栂と合流していたため、3隻を再び会合させた。10日、特設砲艦第五信洋丸（大光商船、1,498トン）に3隻の嚮導を任せ、船団から離れる。16日1100、上海に到着。21日1300、上海を出港し、マニラ、コレヒドール島包囲の支援をするべくリンガエン湾に移動する。25日、第三南遣艦隊に編入される。
27日、栗はリンガエン湾を出港し、オロンガポに移動。3月2日2130、オロンガポを出港。4日0700、ミンドロ島プエルト・ガレラに到着。同日1700、プエルト・ガレラを出港。7日0830、イリン海峡に到着し、哨戒を行う。10日1200、オロンガポに到着。13日1800、オロンガポを出港し、18日0800にプエルト・ガレラに到着。同日1630、プエルト・ガレラを出港し、哨戒を行う。19日1930、プエルト・ガレラに到着。23日2300、プエルト・ガレラを出港し、24日0900にスービック湾に到着。31日0740、スービック湾を出港し、マニラ湾の哨戒を行い、4月5日1430にナスグブ湾に到着。8日0600、ナスグブ湾を出港し、1ヶ月の間マニラ湾内を哨戒する。5月10日、上海方面根拠地隊に復帰する。
11日、栗はマニラ湾を出港し、15日に上海に到着。24日、上海を出港し、哨戒を行う。6月6日、上海に到着し、1ヶ月ほど上海にて待機する。7月21日、上海を出港し、哨戒を行う。8月、上海と馬公の間で船団護衛に従事する。9月17日、上海に到着。21日、上海を出港し、哨戒を行う。10月18日、輸送船団に合流して船団護衛を行う。20日、船団護衛を終えて哨戒に戻る。22日、上海に到着。26日、上海を出港し、哨戒を行う。11月11日、神戸丸（東亜海運、7,930トン）と天山丸（日本郵船、3,142トン）の衝突事故による遭難のため、生存者捜索に従事する。15日、上海に到着。17日、上海を出港し、哨戒を行う。20日、上海に到着。25日、馬公行きの輸送船団を護衛して上海を出港。27日、船団は馬公に到着した。28日、馬公を出港して哨戒を行い、12月1日に上海に到着した。12月21日に「栗」と駆逐艦「蓮」は第六師団の輸送である六号輸送の第一船団（「神愛丸」、「第一眞盛丸」、「旭盛丸」、「乾坤丸」、「妙法丸」）と第二船団（「大井川丸」、「大平丸」、「帝洋丸」、「加茂丸」、「明宇丸」）計12隻（2隻船名不詳）を護衛して上海の呉淞を出発し、12月24日に馬公に到着。25日、馬公を出港し、哨戒を行う。

### 1943年
1943年（昭和18年）1月5日、栗は馬公に到着。同日、6号輸送船団を栂、蓮と共に護衛して出港し、トラックへ向かう。同日夜、二等駆逐艦3隻は東経136度線上で駆逐艦帆風、長月、白雪、第2号駆潜艇、第11号駆潜艇、特設砲艦第二号長安丸（東亜海運、2,631トン）に船団の護衛を任せ、船団から分離した後、哨戒を行う。15日、上海に到着。20日、栗は上海を出港して哨戒を行う。2月19日、上海に到着。24日、上海を出港して哨戒を行う。3月22日、上海に到着。25日、江南造船所にて繋留換え中、工作船早瀬と接触事故を起こし、3日間に渡って修理を受ける。
31日、栗は輸送船団を護衛して上海を出港。4月3日、船団は佐世保に到着した。5日に佐世保を出港し、6日に第144船団と合流して高雄まで護衛を行った後、7日に上海に到着。9日、上海を出港して哨戒を行う。20日、上海に到着。24日、上海を出港し、呉淞に移動する。26日0600、陸軍輸送船良洋丸（東洋汽船、5,974トン）、同宏山丸（山本汽船、4,180トン）の2隻で編成された第10号作戦輸送船団を護衛して呉淞を出港。28日、栗は船団から分離し、哨戒を行う。同日、船団は高雄に到着した。5月4日、栗は上海に到着。5日、上海を出港して哨戒を行う。19日、上海に到着。24日、上海を出港して哨戒を行う。29日、北緯31度20分 東経122度30分 / 北緯31.333度 東経122.500度の上海近海で、上海に向かっていた佐第25船団が米潜水艦ソーリー(USS Saury, SS-189)の攻撃をうけ、陸軍輸送船高見山丸（三井船舶、1,992トン）が沈没、貨物船筥崎丸（日本製鐵、3,948トン）が損傷する被害を受ける。護衛の警備船海威が対潜掃討を行い、栗もこれに合流する。翌30日1400、対潜掃討を終了し、栗は高見山丸乗員を救助する海威から分離し、哨戒を再開。6月5日、上海に到着。9日、輸送船7隻で編成された輸送船団を護衛して上海を出港。13日、船団は馬公に到着。14日、馬公を出港して哨戒を行う。22日、上海に到着。23日、上海を出港して哨戒を行う。24日、舵の故障により南岐山島周辺で周回し始め、南岐山島110度、19浬地点付近でタ302船団加入の陸軍輸送船芝栗丸（東亜海運、3,218トン）が栗の右舷に衝突して浸水する。損傷した栗は特設砲艦第一号新興丸（丸井汽船、934トン）の曳航で上海に向かう。25日、七口洋に到着し、蓮が合流する。26日、蓮が栗を曳航して七口洋を出港。第一号新興丸はその護衛を行う。28日、救難船兼曳船の笠島が合流し、第一号新興丸と交代して栗と栗を曳航する蓮を護衛する。翌29日、栗、蓮、笠島は上海に到着。栗は江南造船所に入渠して修理を受ける。
9月7日に修理完了となった栗は13日に上海を出港して対潜掃討を行う。14日、呉淞に到着。19日、輸送船3隻で編成されたタ803船団を護衛して呉淞を出港。21日、船団は馬公に到着した。24日、輸送船11隻で編成された第206船団を駆逐艦汐風と共に護衛して馬公を出港。26日、栗は船団から分離して哨戒を行う。29日、上海に到着。10月4日、上海を出港して哨戒を行う。17日から29日まで、栗は船団護衛に従事する。その後、上海に戻った。11月4日、上海を出港して哨戒を行う。9日、上海に到着。12日、上海を出港し哨戒を行った後、タ904船団を護衛する。12月4日、船団は馬公に到着した。6日、馬公を出港して哨戒を行う。7日、タ603船団に合流し、護衛を行う。10日、船団は馬公に到着した。14日、馬公を出港して哨戒を行う。18日、上海に到着。24日、上海を出港して哨戒を行う。26日、輸送船2隻で編成されたタ202船団が呉淞を出港してきたため、この船団の護衛を行う。29日、船団は馬公に到着した。

### 1944年
1944年（昭和19年）1月2日、栗は馬公を出港し、同日中に高雄へ移動する。3日、高雄を出港し哨戒を行う。6日、1K型戦時標準貨物船日鈴丸（日産汽船、5,396トン）ほかで編成された日鈴丸船団に合流し、護衛を行う。7日、船団は基隆に到着する。11日、基隆を出港して哨戒を行う。途中、第127船団に合流し、護衛を行う。18日1455、船団は高雄に到着した。19日、栗は馬公へ移動する。24日、馬公を出港して哨戒を行う。2月12日、輸送船団と合流し、護衛を行う。15日、船団は馬公に到着した。20日、輸送船団を護衛して高雄に移動。22日、特設運送船筥崎丸（日本郵船、10,413トン）、陸軍輸送船山萩丸（山下汽船、5,426トン）、貨客船志あとる丸（大阪商船、6,182トン）等輸送船15隻で編成されたタモ12船団を第38号哨戒艇と共に護衛して高雄を出港。23日、基隆から出港してきた貨客船加茂丸（日本郵船、8,524トン）他輸送船1隻が合流し、貨物船海口丸（拿捕船/東亜海運委託、2,698トン/元英船Mary Moller）、同美崎丸（松岡汽船、4,422トン）等輸送船7隻が船団から分離。栗も船団から分離し、25日に上海に到着した。26日、一等巡洋艦出雲を護衛して上海を出港。28日、2隻は佐世保に到着した。3月6日、佐世保を出港し、9日に上海に到着。11日、輸送船団を護衛して上海を出港。18日、船団は高雄に到着した。22日、輸送船団を護衛して高雄を出港。25日、船団は上海に到着した。その後、上海を出港し、哨戒を行う。4月2日、輸送船団と合流し、船団護衛を行う。5日、船団は高雄に到着した。7日、臨特船団を護衛して高雄を出港。8日に船団は基隆に到着した。10日、栗は基隆を出港して哨戒を行う。11日、上海に到着。17日、上海を出港して対潜掃討を行う。19日、対潜掃討を終了し、哨戒を行う。20日、上海に到着。
22日、上海を出港して竹一船団に合流し、護衛を行う。同日、砲艦安宅が船団から分離。翌23日には砲艦宇治が船団から分離し、第101号掃海艇が船団に加入した。連合軍は、竹一船団の出航を知らせる暗号無電の解読に成功しており、通信解析により船団の針路が南であることも察知した。この情報にもとづき、米潜ジャック(USS Jack, SS-259)が竹一船団の攻撃に向かう。25日午前、ジャックは北緯18度06分 東経119度40分 / 北緯18.100度 東経119.667度のルソン島北西沖で船団を発見する。ジャックは攻撃位置への移動を試みたが、日本の潜水艦が現れて回避しなければならず失敗した。数分後、日本の航空機がジャックを発見して攻撃を加えたが、船団は特に進路を変えようとはしなかった。ジャックは急設網艦白鷹の煙突から出る排煙を目印にして、昼頃には再び船団に接触することができた。日没1時間前にジャックも浮上して攻撃を仕掛けようとしたが、またも日本軍機に攻撃されてしまい潜航せざるをえなかった。夜になってから、ジャックは浮上して船団との接触を保ち、月も沈んだ闇の中で攻撃を行った。日本の護衛艦艇の警戒が厳重で船団内部への侵入は困難だったため、ジャックは船団の外から、魚雷を船が密集しているあたりへ打ち込むことにした。26日未明に魚雷を6本発射。うち4本を2隻の6,000トン級輸送船に命中させて、1隻を撃沈し1隻を撃破したと判断した。1時間後の0237に魚雷を計10本発射。うち6本を命中させ、5,000トン級、6,000トン級および7,000トン級の各級輸送船を1隻ずつ撃沈したと判断した。二度目の攻撃から再び1時間おいた0342、艦尾発射管から魚雷を4本発射しようとしたが、発射管1基が故障で開かなかったため3本発射。この攻撃では5,500トン級輸送船の撃破を報じた。この三度目の攻撃により、陸軍輸送船第一吉田丸（山下汽船、5,425トン）の3番船倉前部他に魚雷2本が命中。同船はわずか3分で船首を60度に立てた状態で沈没した。残りの船団は29日にマニラへと入港した。
同日、船団から分離した栗は同じく竹一船団から分離した海防艦倉橋、第20号海防艦と共にマニラを出港し、同日中にヒ59船団に合流。5月2日、船団はマニラに到着し、ここで解散となる。4日、海軍徴用船鐡洋丸（大阪商船、2,130トン）等輸送船9隻で編成されたマタ19船団を倉橋、第20号海防艦、第17号掃海艇と共に護衛してマニラを出港。途中、鐡洋丸の反転、特設掃海艇第三拓南丸（日本水産、343トン）の船団への加入があり、9日に船団は高雄に入港した。11日、輸送船8隻で編成されたタモ19船団を第17号掃海艇、特設駆潜艇第三拓南丸と共に護衛して高雄を出港。15日、栗は船団から分離し、同日中に上海に到着して整備を受ける。この時、前部魚雷発射管を撤去し、前部マストの三脚化、後部マストに13号電探の取り付けが行われた。
20日、タモ19船団は門司に到着した。整備完了後、栗は6月14日に試験のため上海を出港。17日から哨戒を行う。21日、上海に到着。24日、上海を出港後、タ406船団に合流して船団護衛を行う。30日、船団は高雄に到着する。7月1日、陸軍輸送船暁勇丸（拿捕船/東亜海運委託、2,223トン/元英船Joan Moller）、同暁雲丸（拿捕船/東亜海運委託、912トン/元英船Ethel Moller）、貨物船日東丸（東亜海運、2,187トン）、第二十八共同丸（東亜海運、1,518トン）で編成された第91船団を水雷艇初雁と共に護衛して高雄を出港。3日、船団は米潜シーホース(USS Seahorse, SS-304)に発見される。深夜、香港南東沖で攻撃を受け、暁勇丸と日東丸に魚雷が命中し、いずれも沈没した。翌4日未明、再度の攻撃を受け、第二十三共同丸に魚雷が命中し、沈没する。護衛艦2隻は反撃を行うも、シーホースを取り逃がしてしまう。5日1540、船団は香港に到着した。9日2300、栗は船団を護衛して香港を出港。11日2142、船団は高雄港外に到着し、翌12日に高雄に入港した。以降は高雄～香港間の船団護衛に従事する。17日0950、高雄を出港。18日0718、香港に到着。19日1052、香港を出港。20日0920、高雄に到着。23日1150、高雄を出港。24日0942、香港に到着。25日1655、香港を出港。26日2330、高雄に到着。28日0900、第92船団を護衛して高雄を出港。29日、北緯21度10分 東経115度48分 / 北緯21.167度 東経115.800度の紅海湾沖70浬地点付近でB-241機が来襲してきたため、対空戦闘を行う。翌30日0705、船団は香港に到着した。その後馬公に移動し、整備を受ける。
整備完了後、栗は9月10日0928に馬公を出港し、同日1455に高雄に到着。15日0933、輸送船4隻で編成されたホ504船団を護衛して高雄を出港。17日0129、北緯21度55分 東経116度30分 / 北緯21.917度 東経116.500度の地点でB-24と遭遇し、対空戦闘を行う。同日1728、船団は香港に到着した。23日0248、貨物船徐州号（拿捕船/東亜海運委託、1,658トン/元中国船Hsu Cbow(徐州)）他輸送船1隻で編成された臨時船団を護衛して香港を出港。翌24日、台風に遭遇して船団と分離してしまい、主機械が故障した他、上部構造部が流失したり破損したりする。翌25日1256、馬公に到着して修理を受ける。
修理完了後の10月3日、高雄に移動する。5日、輸送船1隻で編成されたホ509船団を特設駆潜艇開南丸（台湾総督府、524トン）と共に護衛して高雄を出港。同日、船団は馬公に到着した。7日、船団は馬公を出港。8日0830、遮浪角沖で第102号掃海艇が船団に合流。同日、船団は香港に到着した。10日、香港第2工作部で整備を受ける。
17日に整備完了となった栗は、21日に2AT型戦時標準応急タンカー阿蘇川丸（川崎汽船、6,925トン）、貨客船北鮮丸（日本海汽船、2,256トン）、同菱形丸（拿捕船/大阪商船委託、2,832トン/元米船Bisayas）等輸送船8隻で編成されたホタ01船団を蓮、第176号駆潜特務艇、第177号駆潜特務艇と共に護衛して香港を出港。同日、蓮が船団から分離する。25日1305、船団は高雄に到着する。26日、高雄を出港し哨戒を行う。30日、高雄に到着。11月2日、10月25日にミ23船団を攻撃中に自らが発射した魚雷が命中して沈没した米潜タング(USS Tang, SS-306)の調査と捕獲のため、栗と救難船2隻で調査隊が編成されたが、栗はこの後予定されている船団護衛が終了次第合流となった。4日、1C型戦時標準貨物船陽海丸（東亜海運、2,807トン）、2A型戦時標準貨物船大久丸（太洋海運、6,872トン）で編成されたホ402船団を水雷艇初雁と共に護衛して高雄を出港。同日、左営沖に停泊。同日中に船団は航行を開始し、6日1521に浅水湾に到着。7日1250、船団は浅水湾を出港。1359、陽海丸が触雷し損傷する。1415、青州島50度、1500m地点付近で初雁が触雷損傷し前部に浸水するも、いずれも沈没はしなかった。同日中に船団は香港に到着した。13日、栗は香港を出港し、14日に厦門に到着し、作業隊と合流して旗艦となる。15日、作業隊は厦門を出港し、北緯25度02分 東経119度15分 / 北緯25.033度 東経119.250度の水深30m～40mの地点に沈没したタングの船体を発見。この船体を中心に作業を行った。17日、作業隊は蓮盤に到着。18日、作業隊は蓮盤を出港して作業を行う。19日、作業隊は草嶼に到着。20日、作業隊は草嶼を出港して作業を行う。同日、作業隊は蓮盤に到着。22日、作業隊は蓮盤を出港して作業を行う。同日、作業隊は高雄に到着。24日1002、作業隊は高雄を出港し、1854に現場に到着して作業を行う。28日、作業隊はタングの艦内に入れなかったものの、艦の外部で調査を行ってタングの一部を拘束し、タングの船首にブイを取り付けた。しかし、南岸低気圧の影響で現場海域の天候が悪くなり、作業は次第に困難を極めた。また大陸基地からのB-25などの飛来が何度かあった。30日、作業隊は高雄に到着し、栗は作業隊と分離する。12月2日0825、栗は高雄を出港し、3日1040、南澳島南方沖で、泗礁山泊地を出港して航行中のホ03船団と合流し、船団護衛を行う。4日1434、船団は香港に到着した。9日0743、輸送船2隻で編成されたタ902船団を護衛して香港を出港。その後、東掟島付近で船団と分離し、11日1617に厦門に到着し、作業隊と合流した。12日0745、作業隊は厦門を出港して作業を行う。22日1506、作業隊は基隆に到着。25日をもって作業は打ち切りとなったため、基隆にて作業隊は解散した。一連の作業での成果は実質なかった。同日0650、栗は基隆を出港し、26日2110に香港に到着。29日1745、輸送船1隻で編成された基隆行きのタ901船団を護衛して香港を出港。厦門まで護衛する。その後上海に戻り、上海周辺の哨戒に従事する。

### 1945年
1945年（昭和20年）2月2日0202、北緯25度40分 東経119度49分 / 北緯25.667度 東経119.817度の海壇島葫芦湾北方10km地点付近で、シ003船団に加入して上海に向かっていた貨物船勝浦丸（東亜海運、1,726トン）が砂浜に座礁し、護衛艦である第102号掃海艇が海檀島トリプレット岩南側で暗礁に触れて損傷し、浸水してしまう。これの救援のため、栗は現場に移動する。8日夜、勝浦丸が乗員と兵器を降ろした後、積荷ごと焼却処分とするため火を放たれ、炎上した。8日、初雁が現場に到着して救援を行う。9日0850、栗は初雁に後を託し、上海へ移動。以降上海周辺の哨戒に従事する。
3月23日、栗は上海近海で哨戒に触雷し損傷する。これにより上海に移動し、修理を受ける。この時、対空兵装の強化が行われた。3番砲と2番砲跡の九六式25mm連装機銃2基、三年式6.5mm機銃、後部魚雷発射管が撤去され、2番砲跡に防盾付きの三年式8cm単装高角砲1門を取り付けた。また、九六式25mm連装機銃を艦橋直前に2基、1番砲直後、2番煙突後方にある探照灯の直後、3番砲跡に1基ずつ装備したほか、九三式13mm機銃をウェルデッキ両舷、後部魚雷発射管跡両舷、3番砲跡後方の甲板両舷に1挺ずつ装備した。
修理完了後、4月11日に呉淞に移動し、蓮と共に船団護衛を行う。船団護衛完了後、上海に戻って上海周辺の哨戒に従事する。
6月10日、輸送船6隻を海防艦羽節と共に護衛して上海を出港。船団護衛完了後、上海に戻って上海周辺の哨戒に従事する。
25日、蓮と共に青島に到着。以降は華北方面で船団護衛に従事する。
8月15日、終戦。栗は無傷で青島に所在。

### 終戦後
8月22日、蓮、第21駆潜隊(第21号駆潜艇、第23号駆潜艇)とともに青島を出港し、24日に仁川に到着する。その後仁川を出港し、29日に鎮海に到着。
9月16日、武装解除がされた。10月4日、蓮と共に鎮海を出港し、釜山に移動。釜山港内で確認掃海に従事する。作業中の同月8日、触雷により沈没。沈没地点は釜山港鵜ノ瀬灯台355度、350m地点付近。
1945年10月25日に除籍された。

## 略歴
- 1919年（大正8年）12月5日 - 呉海軍工廠で起工。
- 1920年（大正9年）3月19日 - 進水
  - 4月30日 - 竣工
- 1932年（昭和7年） - 第一次上海事変に参戦。揚子江流域の作戦に従事。
- 1937年（昭和12年） - 日中戦争に参戦。揚子江流域の作戦に従事。
- 1941年（昭和16年） - 太平洋戦争に参戦。揚子江流域、南方での船団護衛、哨戒作戦に従事。
- 1945年（昭和20年）6月15日 - 青島に回航され終戦を迎える。
  - 10月8日 - 釜山港で掃海作業中に触雷し沈没。

## 歴代艦長
※『艦長たちの軍艦史』372-373頁による。

### 艤装員長
- 原田文一 少佐：1920年3月15日 -

### 駆逐艦長
- 原田文一 少佐：1920年4月30日 - 1920年12月1日
- 根岸清八 少佐：1920年12月1日 – 1921年1月7日[16]
- 高山忠三 少佐：1921年1月7日[16] - 1921年12月1日[17]
- 坂本伊久太 少佐：1921年12月1日 - 1922年12月1日
- 熊沢舛蔵 少佐：1922年12月1日 - 1924年10月25日[18]
- 小住徳三郎 大尉：1924年12月1日 - 1925年12月1日
- 安富芳介 少佐：1925年12月1日 - 1927年12月1日
- 伊崎俊二 少佐：1927年12月1日 - 1929年11月30日
- 崎山釈夫 少佐：1929年11月30日 -
- 小島斉志 少佐：1930年5月26日 -
- 崎山釈夫 少佐：不詳 - 1930年12月1日[19]
- 吉田義行 少佐：1930年12月1日 - 1932年12月1日[20]
- 中原義一郎 大尉：1932年12月1日 - 1934年11月1日
- 国府田清 少佐：1934年11月1日 - 1935年10月31日
- 新谷喜一 少佐：1935年10月31日 - 1936年12月1日
- 大河原肇 少佐：1936年12月1日 - 1937年12月1日[21]
- 小川綱嘉 少佐：1937年12月1日 - 1938年12月15日[22]
- 小比賀勝 少佐：1938年12月15日 - 1939年3月10日[23]
- 大田武 大尉：1939年3月10日[23] - 1939年11月1日[24]
- 渡辺勝次 大尉：1939年11月1日 - 1940年3月1日[25]
- 金井博 少佐：1940年3月1日 - 1941年2月10日[26]
- 寺内正道 少佐：1941年2月10日 - 1942年9月15日
- 米井恒雄 大尉：1942年9月15日[27] - 1944年3月1日
- 高根喜根次 大尉/少佐：1944年3月1日[28] -